# Otokar Cobra
Cobra je lahko oklepno izvidniško vozilo turškega proizvajalca Otokar.

## Zasnova
Vozilo ima kompaktno obliko in se ga lahko prevaža z letali, helikopterji, tovornjaki in z železniškimi vagoni. Ima jeklen oklep s tremi vrati, kar omogoča hiter izhod posadke vozila v nujnem primeru. Lahko sprejme posadko od 4 do 12 ljudi, odvisno od različice in konfiguracije.
V oklepniku so zagotovljene ustrezne razmere za varno delo v zaščiteni atmosferi (nadtlak, nadzor kakovosti vstopnega zraka, temperatura).

## Oborožitveni sistemi
Vozilo je lahko oboroženo z mitraljezi od 7,62 mm do 12,7 mm, 40 mm avtomatičnim granatnim metalcem ali topom do kalibra 30 mm. Na voljo so tudi nadgraditve za nočno ali toplotno gledanje.

### Zaščita
Karoserija osnovnega vozila lahko vzdrži udare delcev min, bomb, in granta do kalibra 155 mm, improviziranih eksplozivnih naprav in izstrelkov manjšega kalibra. Zaščita posadke je povečana tudi z ojačitvijo notranjega dna vozila.

### Pogon in mobilnost
Oklepnik z največjo bojno težo 6,3 tone poganja 190-konjski motor, s katerim obvladuje najbolj zahtevne terene. S polnim rezervoarjem ima 500 km dosega, njegova največja hitrost pa je 115 km/h. Vozilo pri vožnji naprej in nazaj dopušča celo 70-odstotni nagib terena in 40-odstotni nagib pri stranski vožnji. Premaguje lahko do meter visoke vodne ovire; amfibijska različica lahko doseže hitrost plovbe do 8,2 km/h.
Podvozje je zasnovano na podlagi vozil HMMWV, kar omogoča vojskam, opremljenimi tudi s slednjimi vozili, nadomestljivost celotnega podvozja in motorja ter lažje vzdrževanje in oskrba z rezervnimi deli.

## Različice
Obstaja več različič vozila Cobra, in sicer:
- oklepno večnamensko vozilo z nadgradnjami,
- oklepno ambulantno vozilo,
- oklepni transporter,
- oklepno izvidniško-nadzorno vozilo,
- poveljniško vozilo,
- oklepno vozilo za zveze,
- oklepno policijsko vozilo,
- oklepno vozilo za jedrsko, radiološko, kemično in biološko obrambo (RKBO),
- amfibijsko vozilo.

## Uporabniki
Turčija481 vozil v uporabi
 Pakistan
 Alžirijaneznano število vozil
 Bahrajnneznano število vozil
 Nigerija
 Slovenijapodpisana pogodba s prodajalcem o nabavi 10 vozil
 Združeni arabski emiratineznano število vozil